# ケヴィン・シャーデ
ケヴィン・シャーデ（Kevin Schade, 2001年11月27日 - ）は、ドイツ・ポツダム出身のプロサッカー選手。プレミアリーグ・ブレントフォードFC所属。ドイツ代表。ポジションはフォワード。

## 経歴

### クラブ
ブランデンブルク州のポツダムで、ナイジェリア人の父とドイツ人の母の間に生まれ、2008年に地元アマチュアクラブのバベルスベルクでキャリアをスタートさせた。その後エネルギー・コットブスを経て2018年にフライブルクの下部組織へと引き抜かれ、2019-20シーズンからリザーヴチームでもプレイし始めた。翌シーズンからリザーヴチームのレギュラーに定着し、2021-22シーズン開幕前にトップチーム昇格が決定した。
2021年8月21日、リーグ第2節のボルシア・ドルトムント戦で途中出場しトップチームデビューを果たすと、12月5日、第14節のボルシア・メンヒェングラートバッハ戦ではトップチーム初ゴールを含む1ゴール1アシストの活躍で6、-0での大勝に貢献した。このデビューシーズンは腹筋を痛めて後半戦3月からの試合を欠場したものの、リーグ戦21試合で4得点を記録した。
2022-23シーズンは、負傷によって開幕から出遅れると、堂安律やヴィンチェンツォ・グリフォからレギュラーを奪うことができなかったため、十分な出場機会を得られなかった。
2023年1月4日、イングランドのブレントフォードからオファーを受け、シーズン終了までのローン移籍が決まった。なお、2022-23シーズン終了後に5年契約で同クラブへ完全移籍する契約も同時に結んだ。買い取り金額はブレンドフォードのクラブ史上最高額となる2,500万ポンドと報じられた。6月12日、契約どおり完全移籍に移行した。
2024年11月30日、リーグ第13節のレスター・シティ戦でプロ初のハットトリックを達成し、さらに1アシストも記録した。

### 代表
2019年からドイツの世代別代表に選出され、UEFA U-19欧州選手権予選、UEFA U-21欧州選手権2023などに出場した。
2023年3月、ハンジ・フリック監督によってドイツ代表から初招集を受けた。3月25日、ペルーとの親善試合で、後半30分にカイ・ハフェルツとの交代出場でA代表デビュー。

## 人物・エピソード
スピードを武器としており、2021-22シーズンのブンデスリーガでは、36.37 km/hとジェリー・シン・ジュステやアルフォンソ・デイヴィスに匹敵するスタッツを記録している。
2023年、ブンデスリーガ史上初めて女性のマリー・ルイーズ・エタがウニオン・ベルリンのコーチングスタッフ入りすることとなったが、当時シャーデの代理人であったマイク・バルテルがこの決定について、性差別的かつ女性蔑視で、エタを愚弄するコメントをXに投稿したため、バルテルは非難を浴び、シャーデはバルテルを解雇する決断を下した。その際にシャーデは、バルテルの姿勢や考え方にまったく共感できなかったと述べ、自分は平等、多様性を支持し、自身の代理人にも同じことを求めたいとコメントしている。

## 個人成績

### クラブ
| 国内大会個人成績 | 国内大会個人成績 | 国内大会個人成績 | 国内大会個人成績 | 国内大会個人成績 | 国内大会個人成績 | 国内大会個人成績 | 国内大会個人成績 | 国内大会個人成績 | 国内大会個人成績 | 国内大会個人成績 | 国内大会個人成績 |
| 年度             | クラブ           | 背番号           | リーグ           | リーグ戦         | リーグ戦         | リーグ杯         | リーグ杯         | オープン杯       | オープン杯       | 期間通算         | 期間通算         |
| 年度             | クラブ           | 背番号           | リーグ           | 出場             | 得点             | 出場             | 得点             | 出場             | 得点             | 出場             | 得点             |
| ドイツ           | ドイツ           | ドイツ           | ドイツ           | リーグ戦         | リーグ戦         | リーグ杯         | リーグ杯         | DFBポカール      | DFBポカール      | 期間通算         | 期間通算         |
| ---------------- | ---------------- | ---------------- | ---------------- | ---------------- | ---------------- | ---------------- | ---------------- | ---------------- | ---------------- | ---------------- | ---------------- |
| 2020-21          | フライブルク     | 41               | ブンデスリーガ   | 0                | 0                | -                | -                | 0                | 0                | 0                | 0                |
| 2021-22          | フライブルク     | 20               | ブンデスリーガ   | 21               | 4                | -                | -                | 3                | 1                | 24               | 5                |
| 2022-23          | フライブルク     | 20               | ブンデスリーガ   | 8                | 1                | -                | -                | 0                | 0                | 8                | 1                |
| イングランド     | イングランド     | イングランド     | イングランド     | リーグ戦         | リーグ戦         | FLカップ         | FLカップ         | FAカップ         | FAカップ         | 期間通算         | 期間通算         |
| 2022-23          | ブレントフォード | 9                | プレミアリーグ   | 18               | 0                | -                | -                | 1                | 0                | 19               | 0                |
| 2023-24          | ブレントフォード | 9                | プレミアリーグ   | 11               | 2                | 1                | 0                | 0                | 0                | 12               | 2                |
| 2024-25          | ブレントフォード | 7                | プレミアリーグ   | 38               | 11               | 4                | 1                | 1                | 0                | 43               | 12               |
| 通算             | ドイツ           | ドイツ           | ブンデスリーガ   | 29               | 5                | -                | -                | 3                | 1                | 32               | 6                |
| 通算             | イングランド     | イングランド     | プレミアリーグ   | 67               | 13               | 5                | 1                | 2                | 0                | 74               | 14               |
| 総通算           | 総通算           | 総通算           | 総通算           | 96               | 18               | 5                | 1                | 5                | 1                | 106              | 20               |

### 代表
| ドイツ代表 | 国際Aマッチ | 国際Aマッチ |
| 年         | 出場        | 得点        |
| ---------- | ----------- | ----------- |
| 2023       | 3           | 0           |
| 2024       | 1           | 0           |
| 通算       | 4           | 0           |